# II Juegos Centroamericanos y del Caribe
Los II Juegos Centroamericanos y del Caribe se llevaron a cabo en Cuba, del 15 de marzo al 5 de abril de 1930.

## Historia
En estos ya participaron las mujeres por vez primera y fue en tenis donde jugaron las Cubanas entre sí. Se añadió un nuevo deporte: el Fútbol.Otros países participantes además de los tres de México en 1926 fueron: Panamá, Puerto Rico, Honduras, El Salvador, Costa Rica y Jamaica.

## Medallero
La tabla se encuentra ordenada por la cantidad de medallas de oro, plata y bronce.
Si dos o más países igualan en medallas, aparecen en orden alfabético.
| Núm. | País        | Oro | Plata | Bronce | Total |
| ---- | ----------- | --- | ----- | ------ | ----- |
| 1    | Cuba        | 28  | 19    | 21     | 68    |
| 2    | México      | 12  | 18    | 10     | 40    |
| 3    | Panamá      | 4   | 1     | 5      | 10    |
| 4    | Puerto Rico | 0   | 3     | 0      | 3     |
| 5    | Costa Rica  | 0   | 1     | 1      | 2     |
| 5    | Honduras    | 0   | 1     | 1      | 2     |
| 7    | Jamaica     | 0   | 1     | 0      | 1     |
| 8    | El Salvador | 0   | 0     | 2      | 2     |
| 8    | Guatemala   | 0   | 0     | 2      | 2     |